# Descurainia cumingiana
Descurainia cumingiana là một loài thực vật có hoa trong họ Cải. Loài này được (Fisch. & C.A.Mey.) Prantl mô tả khoa học đầu tiên năm 1891.